# Ove Eriksson
Ove Eriksson, född 1956, är en svensk biolog.
Eriksson disputerade 1987 vid Stockholms universitet, där han senare blivit professor i växtekologi.
Hans forskning gäller framför allt växters populationsbiologi och vissa evolutionära fenomen.
Eriksson invaldes 2007 som ledamot av Kungliga Vetenskapsakademien, i klassen för biologiska vetenskaper.